# Bolqosheh
Bolqosheh (persiska: بلقشه) är en ort i Iran.   Den ligger i provinsen Khorasan, i den nordöstra delen av landet, 700 km öster om huvudstaden Teheran. Bolqosheh ligger 1 156 meter över havet och antalet invånare är 126.
Terrängen runt Bolqosheh är platt. Runt Bolqosheh är det ganska tätbefolkat, med 56 invånare per kvadratkilometer. Närmaste större samhälle är Nīshābūr, 6,6 km norr om Bolqosheh. Omgivningarna runt Bolqosheh är i huvudsak ett öppet busklandskap.